# Henry Warren Hartsfield
Henry Warren „Hank“ Hartsfield, Jr. (* 21. November 1933 in Birmingham, Alabama; † 17. Juli 2014 in League City, Texas) war ein US-amerikanischer Astronaut.

## Leben
Hartsfield besuchte die West End High School in Birmingham (Alabama). 1954 erhielt er einen Bachelor in Physik von der Auburn University. Er erhielt einen Abschluss in Physik von der Duke University und einen Abschluss in Raumfahrttechnik vom Air Force Institute of Technology. 1971 erhielt er einen Master in Ingenieurwesen von der University of Tennessee.
1955 trat Hartsfield in die United States Air Force ein. Während dieser Zeit war er unter anderem auf der US-Luftwaffenbasis in Bitburg in Deutschland stationiert. Später wurde er auf der Edwards Air Force Base zum Testpiloten ausgebildet und war dort anschließend selbst Ausbilder.

## Astronautentätigkeit
1966 wurde Hartsfield von der Air Force als Astronaut für das militärische Raumstationsprojekt Manned Orbiting Laboratory (MOL) ausgewählt. Nach der Einstellung des Programms im Juni 1969 kam er zur NASA.
Dort war er zunächst Mitglied der Unterstützungsmannschaften für die Mondmission Apollo 16 und für alle bemannten Missionen zur Skylab-Raumstation.

### STS-4

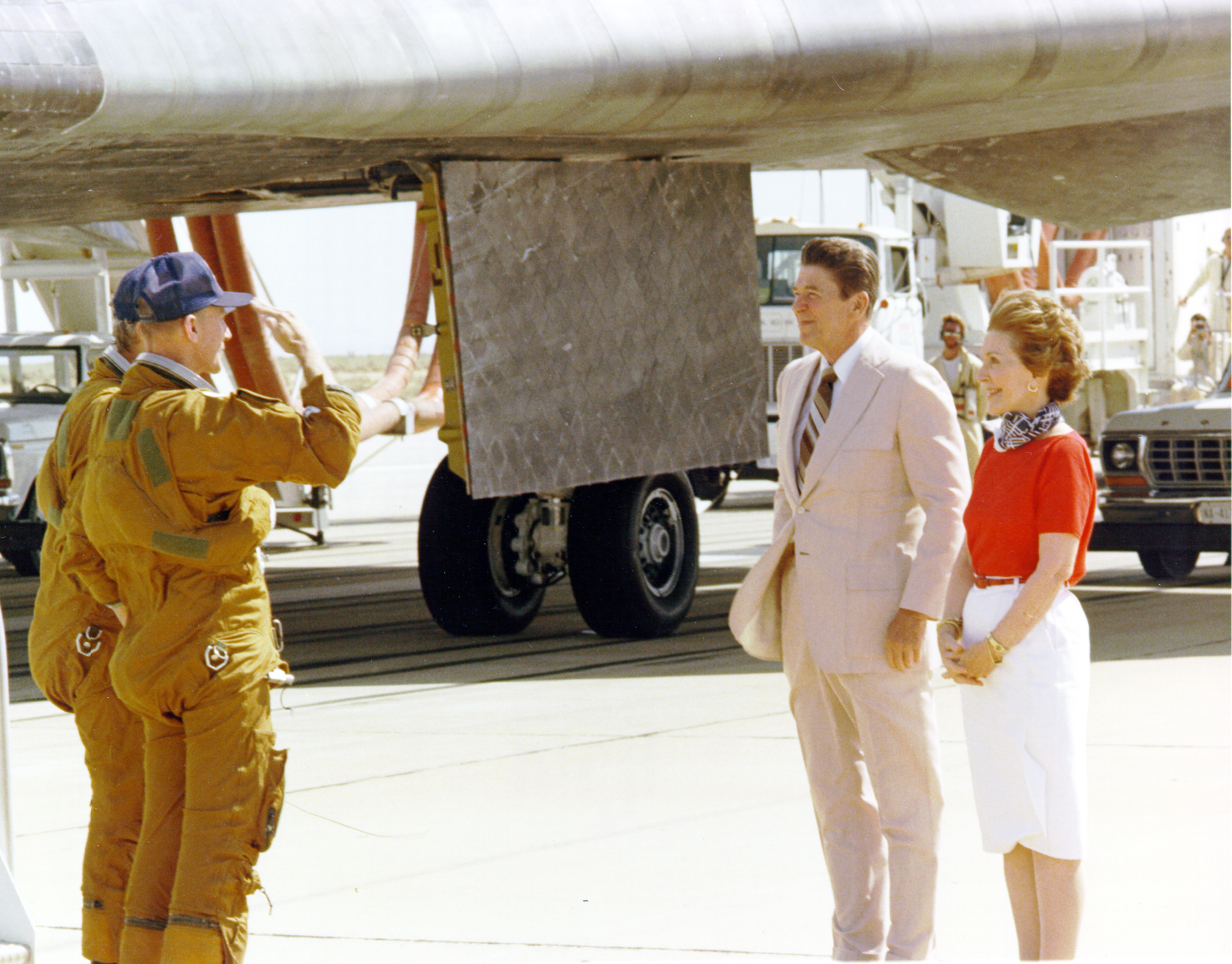
Mattingly und Hartsfield nach der Landung von STS-4 mit US-Präsident Reagan und seiner Frau

Nachdem er für die Space-Shuttle-Missionen STS-2 und STS-3 nur als Ersatzpilot gedient hatte, flog Hartsfield am 27. Juni 1982 als Pilot der Raumfähre Columbia zum ersten Mal selbst ins All. Auf diesem vierten und letzten Testflug der Columbia wurde er von Kommandant Thomas K. Mattingly begleitet. Missionsziele dieses siebentägigen Fluges waren weitere Tests zu Start und Wiedereintritt der Raumfähre sowie weitere Studien von thermalen Langzeittests des Orbiters. Außerdem wurde mit dem Roboterarm des Orbiters das kistenförmige IECM-Experiment (Induced Environment Contamination Monitor) aus dem Frachtraum gehoben. Neben einer geheimen Ladung für das US-Verteidigungsministerium war der erste aktive GAS-Behälter (GetAway Special) an Bord, der neun Experimente enthielt. Die Astronauten führten zudem medizinische Experimente an sich selbst durch und trainierten das Anziehen der Raumanzüge für Außenbordeinsätze bei zukünftigen Shuttle-Missionen.

### STS-41-D
Hartsfield war der Kommandant der Raumfähre Discovery auf ihrem Jungfernflug am 30. August 1984. Außer ihm waren die anderen fünf Besatzungsmitglieder allesamt Weltraumneulinge. Während der sechstägigen Mission wurden die drei Satelliten SBS-D, SYNCOM IV-2 (auch bekannt als LEASAT 2) und Telstar 3-C ausgesetzt. Außerdem wurden das OAST-1-Solarzellenexperiment und das Experiment CFES-III zur Erforschung des Kristallwachstums durchgeführt. Daneben wurden Aufnahmen mit einer mitgeführten IMAX-Kamera gemacht.

### STS-61-A
Bei der deutschen Spacelab-Mission D-1 war Hartsfield Kommandant des letzten erfolgreichen Challenger-Fluges. Am 30. Oktober 1985 flog die mit acht Personen größte Besatzung eines einzelnen Raumschiffes überhaupt ins All. Bei dieser siebentägigen Mission wurden 75 Experimente aus den Bereichen Medizin, Materialwissenschaften, Biologie und Navigation durchgeführt. Zusätzlich wurde der Satellit GLOMR (Global Low Orbiting Message Relay) ausgesetzt.

### Weitere NASA-Karriere
Von 1986 bis 1987 war Hartsfield stellvertretender Leiter des Astronautenbüros und wurde 1987 stellvertretender Direktor der Flight Crew Operations. 1989 war er kurz für das „Office of Space Flight“ im NASA-Hauptquartier tätig und 1990 arbeitete er im Projektbüro für die Raumstation am Marshall Space Flight Center. 1991 kehrte er an das Johnson Space Center zurück und arbeitete dort im Programm für die inzwischen „Freedom“ genannte Raumstation.

## Nach der NASA
Nach seinem Ausscheiden aus der NASA ging er als Vizepräsident der Aerospace Engineering Services zu Raytheon Technical Services nach Houston.

## Privates
Henry Hartsfield und seine Ehefrau Judy hatten zwei Töchter. Seine Tochter Keely (* 1959), die ebenfalls für die NASA arbeitete, starb bereits im März 2014, im Alter von 54 Jahren. Hartsfield starb im Alter von 80 Jahren am 17. Juli 2014 an den Folgen eines chirurgischen Eingriffs am Rücken.